# ندفة الثلج لكوخ
منحني ندفة ثلج كوخ أو كما يسمى أيضاً نجمة كوخ نسبة إلى عالم الرياضيات السويدي هيلغ فون كوخ هو منحن رياضي ويعد واحداً من أوائل المنحنيات المعروفة في الهندسة الكسيرية.